# セント・ギガ
セント・ギガ（St.GIGA）は、衛星デジタル音楽放送株式会社が開局した、世界初の衛星放送によるデジタルラジオ放送局。現在でも類を見ないニューエイジの思想に基づく放送局で、主な番組である「音の潮流」では、一般にはあまり知られていないが質の高いニューエイジ・ミュージック、ハウス・ミュージック、リズム・アンド・ブルースなどの楽曲を、自然音や詩の朗読と重ねながらノンストップで放送した。音の潮流では「タイド・テーブル」という潮汐と連動した選曲方法を採用していた。音の潮流は、放送業界と音楽業界における伝説となっている。セント・ギガの番組編成論はJ-WAVEの開局時の編成を作成した横井宏が考案した。
後に経営難から任天堂が資本参入し「セント・ギガ衛星データ放送 スーパーファミコンアワー」を放送した。この番組ではゲーム業界における先駆け的なデータ放送を行った。
1990年11月より試験放送、1991年3月30日、本放送を開始。同年9月1日、有料放送を開始。経営難により2003年3月31日に放送終了。

## 放送内容
WOWOWの空きチャンネルを活用するために、他に類を見ない放送局として開局した。放送内容は「夢の潮流」という本に記載された番組編成理論が元になっている。
世界各国の音に堪能なスタッフが集結し、自然回帰による癒やしを求めて自然との同期を意識した放送を行った。潮の干満や月の運行に連動した「タイド・テーブル」に基づく数時間単位での緩やかな音の変化、世界各地でDATテープにデジタル録音した自然音、世界各地から収集した洋楽、BS放送による32kHz/16bitの無圧縮PCM放送、WOWOWプログラムガイドの掲載ページにおける自然界を中心としたアーティスティックなビジュアルなど、実験的な試みが多数展開された。更に、当時の高級家電であったBS対応のテレビやビデオデッキを省略して簡単に高音質で聴取できるようにするために、セント・ギガ専用デコーダーのST-6164が33,000円で発売された。この機器によって家庭のみならず、事務所や店舗などで有線放送と同様に利用する事が可能となった。
放送初期の1990年-1993年は、潮の干満と月の運行を組み合わせた「タイド・テーブル」を基本とし、DATレコーダーと集音マイクを世界各地に持ち歩き、独自にサンプリングしたPCMによる高品質な世界各地の自然音と、「Voice」と呼ばれる詩のナレーションやサウンド・デザイナーの選んだニューエイジ系（例えば1980年代後半のニューエイジブームの先頭を走っていたウィンダム・ヒル・レコードの作品など）を中心とした最新のデジタル音源の音楽がミックスされた「音の潮流」を放送した。全時間帯で時報なし・ニュースなし・DJなし・トークなし・日の出と日の入や詩の朗読のみ伝える番組が絶え間なく送り出される異色の編成でスタート。番組編成を担当していたのは、J-WAVE出身の横井宏・桶谷裕治ら。両名が構築した番組編成論の下で、24時間毎に次々と選曲者が入れ替わりながら前任者の選曲の流れを引き継いで音を繋ぐ方法で放送が行われた。中にはゲスト的にテイ・トウワが24時間の選曲を担当した事もあった。放送ではBS放送のAモードデジタル音声を使い、32kHz/16bitのPCMで放送された。
放送波にスクランブルを掛けているため、セント・ギガの受信契約者にはセント・ギガから専用のデコーダーが貸し出された。ステーションコールはカート・ヴォネガットの『タイタンの妖女』に登場するハーモニウムの発するメッセージから採った「"I'm here." "I'm glad you're there." "We are St. GIGA"」。
しかし、地上アナログテレビ放送のみで満足していた当時の平均的な家庭環境においては、音声放送を聴取するためだけにBS放送の機材を導入して有料契約を結ぶ意義がなく、放送内容もマニアックであるため契約者数が伸び悩んだ。結局は1993年頃に一般のラジオ局と同様のヒットチャートなどを扱う番組が現れ、24時間連続でタイド・テーブルとしていた番組編成はこの時点で崩れることとなった。
経営難から1993年に任天堂が子会社を通じ資本参入し、1995年4月よりスーパーファミコンを対象としたゲームソフトやデジタルマガジンの衛星データ放送を開始した。（詳細後述）　音声放送にもデータ放送との連動時間帯「スーパーファミコンアワー」が毎日3時間設けられ、この枠内にて地上波ラジオのようなタレント・アイドル・ミュージシャン・声優を起用したトーク番組、ゲームミュージュック・オーディオドラマやクイズなどのゲーム連動用番組が無料放送された。中高生をはじめ若年層を対象とした内容であったが、普及の進まなかったBS放送のため認知されず、タイド・テーブルによる編成は一層崩れることとなった。1996年度改編で毎日3時間の放送枠は維持しつつも1時間は深夜再放送枠になり、トーク番組は毎日2時間から週3時間に縮小された。1997年度は毎日2時間に縮小するとともにレギュラーのトーク番組は全廃、以降この枠の音声放送はゲーム連動用番組のみとなった。1998年度にはさらに毎日1時間へ縮小し、1999年5月をもって終了した。
2021年3月15日、OTTAVAが「Harmonic Science ～奇跡の自然音〜」をスタートさせたが、この1日14時間のプログラムでは「奇跡の放送局St.GIGAへのリスペクト」と銘打ち、セント・ギガが世界中で収録した自然音をデジタルリマスター音源で放送している。また、2021年7月19日からは「Harmonic Science ～奇跡の自然音〜」を拡大する形で「Voice of the Planet」を開局し、24時間自然音とクラシックのミックスを放送している。
2022年1月19日、匿名の人物からの音源提供によって、インターネットアーカイブに「音の潮流」の数十時間に渡る音源がアップロードされた。これらの非公式なアーカイブによって、当時の放送内容をある程度窺い知れるようにはなった。だが、セント・ギガの経営難以降の混乱により、放送用マスターテープの所在すら不明となったため、リアルタイムに聴取できなかった世代にとって、放送の全容に触れることは困難となっている。

## 衛星データ放送
1995年4月23日から任天堂と共同で広告収入による無料の衛星データ放送を開始した。任天堂のゲーム機スーパーファミコンに専用周辺機器サテラビューを接続し受信端末とするもので、「セント・ギガ衛星データ放送 スーパーファミコンアワー」の名称で放送が開始された。この際、音声放送にはデータ放送との連動を目的とした時間帯「スーパーファミコンアワー」が設けられた。
サテラビューオリジナルゲームに加え、市販スーパーファミコンソフトの体験版や追加コンテンツ、回数制限付きのフリープレイ版に留まらず、文章や画像と共に各種の趣味・娯楽・教養情報を提供するデジタルマガジンの配信や、データ放送によるゲームとラジオ放送によるゲームミュージュック・オーディオドラマ番組を同時放送し、スーパーファミコンに対して制御データを送り込むことで両メディアを融合した連動型イベントゲーム「サウンドリンクゲーム」と、現在のオンラインゲームの先駆けのような試みまで展開した。
内容変更や規模の縮小がされながらも放送は継続されたが、衛星デジタル音楽放送の株主である旧経営陣と任天堂間の経営再建をめぐる確執の末、1999年4月には任天堂が撤退した。このため「セント・ギガ 衛星データ放送」へ名称を変更し単独運営へ移行、2000年6月30日をもって放送を終了した。
このデータ放送の影響により、NEC・SONY・Panasonic・富士通ゼネラル製の一部のデコーダー内蔵チューナーで音声途切れ・ノイズ混入等の不具合が発生した。メーカーは不具合を申し出たユーザーに対し、個別に部品交換等の対応をした。
任天堂がデータ放送で得た知見は、後のWii以降のオンラインサービスで活かされることになった。

## 作品

### 書籍
- 『夢の潮流：St.GIGA編成総論』（横井宏 著、講談社第一出版センター刊、1991年）･･･試験放送開始の直前である1990年7月に横井宏が作成したセント・ギガの編成理論の第1稿をオリジナルに忠実に書籍化した本 発行部数が少なかったため稀少な本となり、中古市場でも殆ど見掛けないだけでなく、価格も数万円程度まで高騰している。
- 『詩集　水の時 Voice of St.GIGA』『詩集　星の時 Voice of St.GIGA』（寮美千子著、ロクリン社刊、2025年）･･･1991～1997年にわたってセント・ギガのために寮美千子が執筆した600篇あまりのヴォイス（詩）から精選した詩集。『水の時』には124篇、『星の時』には117篇の詩を収録する。

### CD
- OCEAN BLUE　･･･セント・ギガが制作に関わった通販限定のCDボックス

### インターネットアーカイブ
- St. GIGA - Tide of Sound Archive : St. GIGA : Free Download, Borrow, and Streaming : Internet Archive[5]　･･･非公式ではあるが、インターネットアーカイブに「音の潮流」の長時間に渡る音源（MP4形式，合計6.7GB）がアップロードされている。

## 資本構成
企業・団体の名称、個人の肩書は当時のもの。出典：

### 2003年3月31日
| 資本金   | 発行済株式総数 | 株主数 |
| -------- | -------------- | ------ |
| 2259万円 | 451.80株       | 102    |

| 株主                                           | 株式数  | 比率   |
| ---------------------------------------------- | ------- | ------ |
| メースペアソンプライベートエクイティリミテッド | 80.00株 | 17.70% |
| マザーエンタープライズ                         | 53.00株 | 11.73% |
| ベネッセコーポレーション                       | 40.00株 | 08.85% |
| スクウェア                                     | 30.00株 | 06.64% |
| マザーアンドチルドレン                         | 22.28株 | 04.93% |
| 松尾信一                                       | 11.00株 | 02.43% |
| スーパーモラル                                 | 10.32株 | 02.28% |

### 1992年3月31日
| 資本金 | 授権資本 | 1株   | 発行済株式総数 | 株主数 |
| ------ | -------- | ----- | -------------- | ------ |
| 21億円 | 40億円   | 5万円 | 42,000株       | 112    |

| 株主                               | 株式数  | 比率  |
| ---------------------------------- | ------- | ----- |
| 日本衛星放送                       | 2,000株 | 4.76% |
| 通信・放送衛星機構                 | 2,000株 | 4.76% |
| マザーエンタープライズ             | 2,000株 | 4.76% |
| グランドマザーミュージックビジョン | 2,000株 | 4.76% |
| ジャグラー                         | 2,000株 | 4.76% |
| 日本興業銀行                       | 1,020株 | 2.42% |
| 田辺エージェンシー                 | 1,000株 | 2.38% |
| キティグループ                     | 1,000株 | 2.38% |

## 経営難
衛星デジタル音楽放送株式会社は、開局当初から有料契約者の低迷と脆弱な経営基盤を改善することができず、BSデジタル音声放送参入による設備投資負担に耐えかねる格好で2001年7月に民事再生法申請により事実上倒産。2002年5月に株式会社ワイヤービーの子会社となり、2003年3月31日付をもって吸収合併され消滅した。
2003年4月からはワイヤービー衛星音楽放送事業部門として、局名を「クラブコスモ（Club COSMO）」と改め、放送が継続された。しかし、わずか半年後の同年10月1日、同部門の営業権及び無線局免許は別会社のWorld Independent Networks Japan株式会社（WINJ）に譲渡され、ワイヤービーは事業譲渡の直後に破産した。
WINJへの譲渡内容に含まれていなかった番組と自然音のDATは同社が占有したが、破産管財人によって241本の自然音テープが競売にかけられ、WINJが500万円で落札した。
WINJは2006年11月1日、放送機器メンテナンスの名目で放送を休止（この時点で事実上の放送終了）。2007年度中の再開を予定していたが、2007年11月14日、放送法第52条の24第2項に基づく委託放送事業者の認定取り消し処分が下され名実共に放送終了。放送大学の参入までBSデジタルラジオの歴史が一旦途切れた。

## コールサイン
アナログ放送のコールサインは以下の通り。
1. 1991年（平成3年） - 1997年（平成9年）
  - PCM音声多重放送 JO33-BS-TAM1
  - データ放送（1995年（平成7年） - ）  JO33-BS-TDM1
2. 1997年（平成9年）以降
  - PCM音声多重放送 JO23-BS-TAM1
  - データ放送  JO23-BS-TDM1（ - 2000年（平成12年））